# Carl-Keven Korb
Pour les articles homonymes, voir Korb.
Carl-Keven Korb, né à Saguenay en 1987, est un écrivain québécois.

## Prix et distinctions
- 2016 : Prix littéraire Damase-Potvin, catégorie professionnel, 1er prix[14]
- 2015 : Prix du jeune écrivain de langue française, lauréat[15]
- 2015 : Prix littéraire Damase-Potvin, catégorie professionnel, mention d'honneur[14]
- 2014 : Prix du jeune écrivain de langue française, 2e prix[15]
- 2013 : Prix du récit Radio-Canada, finaliste[16]